# Rivière Gordon (rivière Chochocouane)
Pour les articles homonymes, voir Gordon.
La rivière Gordon est un affluent de la rivière Chochocouane, coulant dans Senneterre (ville), dans la municipalité régionale de comté (MRC) de La Vallée-de-l'Or, dans la région administrative de l’Abitibi-Témiscamingue, au Québec, au Canada.
Le cours de la rivière Gordon traverse les cantons d’Esperey et Pétain.
La rivière Gordon coule entièrement en territoire forestier. La principale activité économique de ce bassin versant est la foresterie. La surface de la rivière est habituellement gelée du début de décembre à la fin-avril.

## Géographie
La rivière Gordon prend sa source de ruisseaux de montagnes dans le canton d’Esperey, sur le flanc Sud-Ouest d’une montagne qui sert de ligne de partage des eaux entre la rivière Kekek (côté nord) et la rivière Esperey (côté sud).
Cette source est située à 11,4 km au nord-est de la confluence de la rivière Gordon, à 85,6 km au nord-est de la confluence de la rivière Chochocouane, à 1,4 km au sud du sommet d’une montagne (altitude : 554 m) et à 0,8 km au sud-est du lac de tête de la rivière Kekek.
Les principaux bassins versants voisins sont :
- côté nord : rivière Kekek, rivière Chochocouane, ruisseau Brûlé ;
- côté est : rivière Esperey ;
- côté sud : rivière Esperey, rivière Vimy, rivière Masnières ;
- côté ouest : rivière Chochocouane, ruisseau Caché, lac Camachigama.

À partir de sa source, la rivière Gordon coule sur 15,2 km selon les segments suivants :
- 1,6 km vers le sud-ouest, en traversant un lac non identifié (longueur : 0,6 km ; altitude : 499 m), jusqu'à son embouchure ;
- 3,3 km vers le sud-ouest, jusqu'à la décharge d’un ruisseau non identifié (venant du nord-est) ;
- 3,8 km vers le sud-ouest, en traversant à priori une zone humide, puis coule jusqu'à l’embouchure du lac Orcival (longueur : 0,6 km ; altitude : 471 m) que le courant traverse sur sa pleine longueur ;
- 3,9 km vers le sud-ouest, puis vers le nord-ouest, jusqu'à la décharge (venant du nord-ouest) d’un lac non identifié ;
- 2,6 km vers le sud-ouest, jusqu’à la confluence de la rivière[1].

La rivière Gordon se décharge dans le canton de Pétain sur la rive sud-est de la rivière Chochocouane, dans le territoire de Senneterre (ville).
Cette confluence de la rivière Gordon est située, à 75,7 km au nord-est de la confluence de la rivière Chochocouane, à 81,1 km au nord-est de la route 117, à 107,1 km au nord-est du centre-ville de Val-D’Or, à 75,6 km au sud-est du centre-ville de Senneterre (ville) et à 19,5 km au nord du lac Camachigama.

## Toponymie
Gordon est le nom d'un clan écossais traditionnel, le Clan Gordon, originaire du Berwikshire (Northumberland). Plusieurs chercheurs en toponymie croient que le mot dérive d'un terme celte signifiant grande colline formé des racines "gor" (grand) et dun ou "duno" (colline, forteresse).[réf. nécessaire] Selon d'autres sources la première syllabe serait à rapprocher du gaulois ver, particule intensive.
Le toponyme rivière Gordon a été officialisé le 5 décembre 1968 à la Commission de toponymie du Québec.